# Puchar Narodów Afryki 2023 (kwalifikacje)/Grupa H
Grupa H jest jedną z dwunastu grup eliminacji do turnieju o Puchar Narodów Afryki 2023. Składa się z czterech wymienionych niżej reprezentacji:
- Wybrzeże Kości Słoniowej
- Zambia
- Komory
- Lesotho (drużyna wyłoniona w fazie eliminacyjnej)

Awans w tej grupie uzyska najwyżej sklasyfikowana drużyna, oprócz Wybrzeża Kości Słoniowej, które ma jako gospodarz ma zapewniony występ na turnieju.

## Tabela
| Msc. | Zespół                   | M | W | R | P | Br+ | Br- | +/- | Pkt |
| ---- | ------------------------ | - | - | - | - | --- | --- | --- | --- |
| 1    | Zambia                   | 6 | 4 | 1 | 1 | 12  | 6   | +6  | 13  |
| 2    | Wybrzeże Kości Słoniowej | 6 | 4 | 1 | 1 | 9   | 5   | +4  | 13  |
| 3    | Komory                   | 6 | 2 | 1 | 3 | 6   | 8   | -2  | 7   |
| 4    | Lesotho                  | 6 | 0 | 1 | 5 | 1   | 9   | -8  | 1   |

|                          | Wybrzeże Kości Słoniowej | Zambia | Komory | Lesotho |
| ------------------------ | ------------------------ | ------ | ------ | ------- |
| Wybrzeże Kości Słoniowej | X                        | 3:1    | 3:1    | 1:0     |
| Zambia                   | 3:0                      | X      | 2:1    | 3:1     |
| Komory                   | 0:2                      | 1:1    | X      | 2:0     |
| Lesotho                  | 0:0                      | 0:2    | 0:1    | X       |

## Wyniki

### Kolejka 1
| 3 czerwca 2022 15:00 CEST | Komory · M’Changama 59' · Youssouf 81' | 2:0(0:0)Raport | Lesotho | Stade omnisports de Malouzini, Moroni Sędzia: Andofetra Rakotojaona |
|                           |                                        |                |         |                                                                     |

| 3 czerwca 2022 21:00 CEST | Wybrzeże Kości Słoniowej · Aurier 67' · Kouamé 76' · Sangaré 89' | 3:1(0:0)Raport | Zambia · 90+4' Daka | Stade de Yamoussoukro, Jamusukro Sędzia: Dahane Beida |
|                           |                                                                  |                |                     |                                                       |

### Kolejka 2
| 7 czerwca 2022 18:00 CEST | Zambia · Mwepu 45+2' · Kangwa 88' | 2:1(1:1)Raport | Komory · 13' Ben Nabouhane | National Heroes Stadium, Lusaka Sędzia: Samuel Uwikunda |
|                           |                                   |                |                            |                                                         |

| 9 czerwca 2022 19:00 CEST | Lesotho | 0:0(0:0)Raport | Wybrzeże Kości Słoniowej | Dobsonville Stadium, Soweto Sędzia: Patrice Milazare |
|                           |         |                |                          |                                                      |

### Kolejka 3
| 23 marca 2023 17:00 CEST | Zambia · Sakala 38' · Banda 53', 57' | 3:11:1Raport | Lesotho · 33' Bereng | Levy Mwanawasa Stadium, Ndola Sędzia: Messie Nkounkou |
|                          |                                      |              |                      |                                                       |

| 24 marca 2023 17:00 CEST | Wybrzeże Kości Słoniowej · Kouamé 29' · Haller 61' · Krasso 89' | 3:1(1:0)Raport | Komory · 90+3' Youssouf | Stade Bouaké, Bouaké Sędzia: Abdel Bouh |
|                          |                                                                 |                |                         |                                         |

### Kolejka 4
| 26 marca 2023 15:00 CEST | Lesotho | 0:2(0:1)Raport | Zambia · 14', 69' Daka | Dobsonville Stadium, Soweto Sędzia: Chelanget Sabila |
|                          |         |                |                        |                                                      |

| 28 marca 2023 21:00 CEST | Komory | 0:2(0:1)Raport | Wybrzeże Kości Słoniowej · 36' Sangaré · 58' Kessié | Stade omnisports de Malouzini, Moroni Sędzia: Kamaku Waweru |
|                          |        |                |                                                     |                                                             |

### Kolejka 5
| 17 czerwca 2023 15:00 CEST | Zambia · Aurier 31' (sam.) · Daka 48' · Kangwa 55' | 3:0(1:0)Raport | Wybrzeże Kości Słoniowej | Levy Mwanawasa Stadium, Ndola Sędzia: Bamlak Tessema Weyesa |
|                            |                                                    |                |                          |                                                             |

| 17 czerwca 2023 16:00 CEST | Lesotho | 0:1(0:0)Raport | Komory · 90' M’Changama | Orlando Stadium, Soweto Sędzia: Celso Alvação |
|                            |         |                |                         |                                               |

### Kolejka 6
| 9 września 2023 18:00 CEST | Wybrzeże Kości Słoniowej · I. Sangaré 16' | 1:0(1:0)Raport | Lesotho | Laurent Pokou Stadium, San Pédro Sędzia: Samuel Uwikunda |
|                            |                                           |                |         |                                                          |

| 9 września 2023 21:00 CEST | Komory · B. Youssouf 45' | 1:1(1:0)Raport | Zambia · 71' Daka | Stade omnisports de Malouzini, Moroni Sędzia: Pacifique Ndabihawenimana |
|                            |                          |                |                   |                                                                         |

## Strzelcy
5 gole
- Patson Daka

3 gole
- Ibrahim Sangaré

2 gole
- Benjaloud Youssouf
- Youssouf M’Changama
- Christian Kouamé
- Lameck Banda
- Kings Kangwa

1 gol
- El Fardou Ben Nabouhane
- Ibroihim Youssouf
- Tshwarelo Bereng
- Serge Aurier
- Jean-Philippe Krasso
- Franck Kessié
- Enock Mwepu
- Fashion Sakala

Gole samobójcze
- Serge Aurier (dla Zambii)